# Belisario chiede l'elemosina
Belisario chiede l'elemosina è un quadro del pittore francese Jacques-Louis David del 1781.

## Descrizione
L'opera è incentrata sul generale bizantino Belisario, rappresentato ormai in disgrazia, vecchio, cieco ed in compagnia di un bambino, mentre protende l'antico elmo chiedendo l'elemosina. Lo riconosce solo un soldato, che aveva militato ai suoi ordini. Il messaggio morale dell'opera è la caducità della gloria.
Ispirato a un popolare romanzo di Marmontel, l'opera testimonia il nuovo orientamento davidiano, indirizzato al neoclassicismo. 
Il dipinto fu accolto con favore dall'Accademia e, presentato al Salon, ottenne anche gli elogi di Diderot.